# 泣くな青春
『泣くな青春』（なくなせいしゅん）は、1972年に東宝が製作、フジテレビ系列で放送されていた学園ドラマ。

## 放送データ
- 放送期間：1972年10月2日 - 1973年1月29日
- 放送日時：毎週月曜日 20：00～20：56
- 放送回数：全17話
- 放送形態：カラーフィルム作品

## 主題歌
『君は今青春』 歌：グラスロード　作詞：有馬三恵子　作曲・編曲：葵まさひこ （ミノルフォンレコード・KA-446）

## スタッフ
- プロデューサー：香取雍史
- 脚本：放送リスト参照。
- 音楽：佐藤允彦
- 監督：放送リスト参照。
- 製作協力：美津濃スポーツ、相模女子大学、国際放映

## キャスト
役名、俳優名、役の詳細の順
- 大和田英一 - 中山仁：有村学園3年D組担任教師・主演
- 守屋親造 - 水谷豊：3年D組生徒、不良番長
- 高木明子 - 関根恵子：3年A組生徒、生徒会長
- 宮崎洋介 - 三ツ木清隆：3年A組生徒、優等生
- 浅岡鶴吉 - 福崎和宏：3年D組生徒
- 島三郎 - 小原秀明：3年D組生徒
- 新谷邦子 - 四方正美：3年D組生徒
- 新城文子 - 木村由貴子：3年D組生徒
- 有村秀太郎 - 二谷英明：有村学園校長
- 工藤教頭 - 渥美国泰：有村学園教頭
- 古賀先生 - 石山克己：有村学園古文教師、教頭のイエスマン。
- 有村千秋 - 武原英子：有村学園教師、校長の娘。
- 佐伯優子 - 岩本多代：有村学園英語教師、2年B組担任。
- 加藤収 - 柴田侊彦：有村学園数学教師、大和田とは高校の同級生。
- 加藤品子 - 北島マヤ：加藤先生の妻。
- 吉岡寛太 - 藤木悠：大和田の下宿先であるバイク屋の主人
- 吉岡サト - 石井富子：吉岡の妻。大和田の世話をしてくれるおかみさん
- 島村公平 - 安部徹：少年課刑事。大和田の不良学生時代にも世話になっている

## 放送リスト
| 回 | 放送日         | サブタイトル       | 脚本               | 監督     | ゲスト                                       |
| -- | -------------- | ------------------ | ------------------ | -------- | -------------------------------------------- |
| 1  | 1972年 10月2日 | 毒をもって毒を制す | 須崎勝彌           | 松森健   | 小栗一也                                     |
| 2  | 10月9日        | 反抗の季節         |                    | 松森健   | 高橋長英、七尾伶子                           |
| 3  | 10月16日       | 長く遠い道         | 吉岡道夫、櫻井康裕 | 児玉進   | 松岡きっこ、加藤武、風見章子、高田直久       |
| 4  | 10月23日       | 空白の遺書         | 安倍徹郎           | 児玉進   | 小林文彦、山田はるみ、阪脩、北沢彪           |
| 5  | 10月30日       | 重いカバン         | 櫻井康裕           | 石田勝心 | 千葉裕、野村昭子、高原駿雄、文野朋子         |
| 6  | 11月6日        | 愛の谷間           | 山根優一郎         | 丸山誠治 | 原ひさ子、目黒幸子、南風洋子、浜田寅彦       |
| 7  | 11月13日       | 迷える羊           | 田上雄             | 児玉進   | 児島美ゆき、畠山麦、三角八郎、小瀬格         |
| 8  | 11月20日       | 若い命の詩         | 須崎勝彌           | 児玉進   | 藤間文彦、井岡文代、京春上、月丘千秋         |
| 9  | 11月27日       | 割れた鏡           | 櫻井康裕           | 松森健   | 二瓶康一、皆川妙子、加藤寿                   |
| 10 | 12月4日        | 家族への挑戦       | 山根優一郎         | 松森健   | 平田昭彦、木村豊幸、武藤英司、菅原チネ子     |
| 11 | 12月11日       | 父と子の接点       | 須崎勝彌           | 鈴木英夫 | 織本順吉、平田昭彦、本山可久子、大村千吉     |
| 12 | 12月18日       | 十八才の確認       | 櫻井康裕           | 鈴木英夫 | 鳳八千代、五藤雅博                           |
| 13 | 12月25日       | あの冬の砦を――     | 田上雄             | 児玉進   | 沢田勝美(鷹市太郎名義)、地井武男、夏海千佳子 |
| 14 | 1973年 1月8日  | 10年目の対決       | 安倍徹郎           | 児玉進   | 地井武男、川口節子、瀬戸幹雄                 |
| 15 | 1月15日        | 明日に生きる       | 櫻井康裕           | 松森健   | 宮口精二、川代家継                           |
| 16 | 1月22日        | 断絶のブルース     | 山根優一郎         | 松森健   | 青木英美、仲谷昇、寺島信子                   |
| 17 | 1月29日        | さらば番長         | 田上雄、高河屋清文 | 児玉進   | 沖田駿一、黒沢のり子、剛達人、頭師佳孝       |

1973年1月1日は『第10回新春スターかくし芸大会』のため休止。

## 前後番組
| フジテレビ系 月曜20時台 | フジテレビ系 月曜20時台 | フジテレビ系 月曜20時台 |
| 前番組                  | 番組名                  | 次番組                  |
| ----------------------- | ----------------------- | ----------------------- |
| あしたに駈けろ!         | 泣くな青春              | 青春家族                |